# 美星帆那
美星 帆那（みせい はんな、10月8日 - ）は、宝塚歌劇団宙組に所属する娘役。
宮城県仙台市、仙台白百合学園中学校出身。身長158cm。愛称は「ちっち」、「あゆほ」。

## 来歴
2017年、宝塚音楽学校入学。
2019年、音楽学校卒業後、宝塚歌劇団に105期生として入団。入団時の成績は24番。宙組公演「オーシャンズ11」で初舞台。その後、宙組に配属。
2023年、真風涼帆・潤花トップコンビ退団公演となる「カジノ・ロワイヤル」で、新人公演初ヒロイン。

## 主な舞台

### 初舞台
- 2019年4 - 5月、宙組『オーシャンズ11』（宝塚大劇場）

### 宙組時代
- 2019年6 - 7月、『オーシャンズ11』（東京宝塚劇場）
- 2019年11 - 2020年2月、『El Japón（エル ハポン）-イスパニアのサムライ-』『アクアヴィーテ（aquavitae）!!』
- 2020年8月、『壮麗帝』（ドラマシティ） - ハレムの女
- 2020年11 - 2021年2月、『アナスタシア』[注釈 1]
- 2021年4月、『夢千鳥』（バウホール） - 竹久不二彦
- 2021年6 - 9月、『シャーロック・ホームズ-The Game Is Afoot!-』 - 新人公演：ベーカー・ストリート イレギュラーズ（本役：山吹ひばり）『Délicieux（デリシュー）!-甘美なる巴里-』
- 2021年11 - 12月、『プロミセス、プロミセス』（ドラマシティ・東京建物 Brillia HALL）
- 2022年2 - 3月、『NEVER SAY GOODBYE』（宝塚大劇場）
- 2022年4 - 5月、『NEVER SAY GOODBYE』（東京宝塚劇場） - 新人公演：ベティ（本役：小春乃さよ）
- 2022年6 - 7月、『カルト・ワイン』（東京建物 Brillia HALL・ドラマシティ） - モニカ・マラディエガ
- 2022年8 - 11月、『HiGH&LOW-THE PREQUEL-』 - アベ、新人公演：伊集院仁花（本役：山吹ひばり）『Capricciosa（カプリチョーザ）!!』
- 2023年1月、『MAKAZE IZM』（東京国際フォーラム）
- 2023年3 - 6月、『カジノ・ロワイヤル〜我が名はボンド〜』 - 新人公演：デルフィーヌ（本役：潤花） 新人公演初ヒロイン[3][4]
- 2023年7 - 8月、『大逆転裁判』（ドラマシティ・KAAT神奈川芸術劇場） - アイリス・ワトソン
- 2023年9月、『PAGAD（パガド）』 - ウィーン市民『Sky Fantasy!』（宝塚大劇場のみ）
- 2024年6 - 8月、『Le Grand Escalier-ル・グラン・エスカリエ-』
- 2024年10月、『MY BLUE HEAVEN-わたしのあおぞら-』（バウホール） - 牧山アン
- 2025年1 - 4月、『宝塚110年の恋のうた』『Razzle Dazzle（ラズル ダズル）』 - ベティ
- 2025年6 - 7月、『ZORRO THE MUSICAL』（東急シアターオーブ） - 少年ディエゴ／マリア／ララ
- 2025年9 - 2026年1月、『PRINCE OF LEGEND』 - 星野ミレイ『BAYSIDE STAR』